# Corey Perry
Corey Perry (* 16. Mai 1985 in Peterborough, Ontario) ist ein kanadischer Eishockeyspieler, der seit Juli 2025 bei den Los Angeles Kings in der National Hockey League (NHL) unter Vertrag steht. Zuvor spielte der rechte Flügelstürmer von 2005 bis 2019 für die Anaheim Ducks, mit denen er in den Playoffs 2007 den Stanley Cup gewann, sowie jeweils kurzzeitig für die Dallas Stars, Canadiens de Montréal, Tampa Bay Lightning, Chicago Blackhawks und Edmonton Oilers. Nach dem Erfolg von 2007 bestritt er bisher weitere fünf Stanley-Cup-Finals, die er jedoch allesamt verlor. Dem gegenüber wurde er im Jahr 2011 mit der Hart Memorial Trophy als wertvollster Spieler sowie der Maurice Richard Trophy als bester Torschütze der NHL geehrt. Bei den Olympischen Winterspielen 2010 und 2014 wurde er mit dem Team Canada jeweils Olympiasieger und gehört nach einer weiteren Goldmedaille bei der Weltmeisterschaft 2016 dem Triple Gold Club an.

## Karriere
Der 1,91 m große Stürmer begann seine Karriere bei den London Knights in der kanadischen Juniorenliga Ontario Hockey League, bevor er beim NHL Entry Draft 2003 von den Mighty Ducks of Anaheim als 28. Spieler in der ersten Runde ausgewählt wurde.
In der Saison 2003/04 wurde der Rechtsschütze in den AHL-Playoffs beim Anaheim-Farmteam, den Cincinnati Mighty Ducks, eingesetzt, doch er kehrte zur nächsten Saison vorerst zu den Knights zurück, mit denen er 2005 den Memorial Cup, die kanadische Juniorenmeisterschaft, gewann. Im Dezember 2003 hatte Kevin Lowe, der General Manager der Edmonton Oilers, einen Tauschhandel geplant, um die Rechte an Perry zu erwerben. Mike Comrie wäre an dessen Stelle nach Anaheim transferiert worden. Das Tauschgeschäft kam niemals zustande, da Comrie eine hohe Summe für diesen Transfer hätte bezahlen müssen. Nach den, von der OHL mit mehreren Auszeichnungen, unter anderem dem Wayne Gretzky 99 Award, der Red Tilson Trophy und der Wahl ins OHL First All-Star-Team, gewürdigten Leistungen, absolvierte Perry in der Saison 2005/06 56 Spiele für die Mighty Ducks of Anaheim, dabei erzielte er 13 Tore und zwölf Assists.
Auch in der Spielzeit 2006/07 stand Corey Perry für das kalifornische Franchise, das nun unter dem Namen Anaheim Ducks spielte, auf dem Eis. Im selben Jahr gewann er mit den Ducks zum ersten Mal in seiner Karriere den Stanley Cup. Im Januar 2008 wurde der Stürmer erstmals für ein NHL All-Star Game nominiert. Rund ein halbes Jahr später unterschrieb Perry einen neuen Fünfjahresvertrag mit Wert von 26,625 Millionen US-Dollar, der ihn bis 2013 an die Kalifornier bindet. In der Saison 2008/09 erzielte er zum ersten Mal über 30 Tore in der regulären Saison für die Kalifornier. Diese konstanten Leistungen bestätigte Perry in der folgenden Saison, als er in 19 NHL-Spiele in Folge mindestens einen Scorerpunkt erzielte.
Anfang April 2011 wurde Perry erstmals in seiner Karriere zum NHL-Spieler des Monats gewählt, nachdem er im vorhergehenden Monat in 14 Spielen insgesamt 15 Tore und 21 Punkte erzielt hatte. Die Saison 2010/11 beendete er mit 50 Toren und 98 Punkten und gewann die Maurice ‚Rocket‘ Richard Trophy als bester Torschütze. Einzig Teemu Selänne (52 Tore in der Saison 1997/98) hat in der Franchise-Geschichte der Ducks mehr Tore in einer regulären Saison erzielt. Gemeinsam mit Alexander Owetschkin führte Perry die NHL mit elf Siegtoren an. Wenig später wurde er zudem mit der Hart Memorial Trophy als Most Valuable Player dieser Saison geehrt.
Im November 2011 ehrten die London Knights den besten Scorer ihrer Franchise-Geschichte, indem sie Perrys Rückennummer 94 dauerhaft sperrten.
Im März 2013 unterzeichnete Perry einen neuen Achtjahresvertrag bei den Ducks, der ihm ein durchschnittliches Jahresgehalt von 8,625 Millionen US-Dollar einbringen soll. Am 19. Juni 2019 wurde sein noch zwei Jahre laufender Vertrag vorzeitig ausbezahlt (buy-out). In der Folge schloss er sich im Juli 2019 als Free Agent im Rahmen eines Einjahresvertrags den Dallas Stars an. In dessen Trikot bestritt er im November 2019 sein insgesamt 1000. Spiel der regulären Saison in der NHL. In den anschließenden Playoffs 2020 erreichte er mit dem Team sein zweites Stanley-Cup-Finale nach 2007, unterlag dort jedoch den Tampa Bay Lightning mit 2:4. Mit seinen Leistungen empfahl er sich letztlich für einen weiteren Einjahresvertrag, den er im Dezember 2020 von den Canadiens de Montréal erhielt. Nachdem er auch mit diesen in den folgenden Playoffs 2021 im Endspiel den Tampa Bay Lightning unterlag (1:4), schloss er sich dem Team aus Florida im Juli 2021 als Free Agent an. Mit Tampa wiederum scheiterte der Angreifer im Finale der Playoffs 2022 mit 2:4 an Colorado, wobei er zum zweiten Spieler nach Marián Hossa wurde, der das Endspiel dreimal in Folge mit drei unterschiedlichen Teams erreichte, und zugleich zum ersten, der dabei dreimal unterlegen war.
Nach zwei Jahren in Tampa wurde er im Juni 2023 im Tausch für ein Siebtrunden-Wahlrecht im NHL Entry Draft 2024 an die Chicago Blackhawks abgegeben, wobei sein Vertrag zu diesem Zeitpunkt nur noch wenige Tage bis Ende des Monats Gültigkeit besaß. Wenig später erhielt der Kanadier einen neuen Einjahresvertrag für die Spielzeit 2023/24 bei den Blackhawks. Dieser wurde jedoch seitens der Organisation nach einem internen Vorfall aufgelöst. Zu diesem Zeitpunkt hatte Perry in 16 Spielen neun Scorerpunkte gesammelt. Im Januar 2024 wurde er dann von den Edmonton Oilers für den Rest der Saison 2023/24 unter Vertrag genommen. Mit diesen erreichte er in den Playoffs 2024 sein fünftes Stanley-Cup-Finale, was mit fünf unterschiedlichen Teams noch keinem Spieler vor ihm gelang. Dabei musste er allerdings durch ein 3:4 gegen die Florida Panthers seine vierte Niederlage in Folge hinnehmen. Gleiches geschah am Ende der Playoffs 2025, als Edmonton mit 2:4 erneut an den Panthers scheiterte und er somit sein fünftes von sechs Endspielen verlor.
Anfang Juli 2025 unterzeichnete Perry einen Einjahresvertrag bei den Los Angeles Kings.

### International
Mit der kanadischen U20-Nationalmannschaft gewann Perry bei der Weltmeisterschaft 2005 die Goldmedaille. Zusammen mit Sidney Crosby und Patrice Bergeron gehörte er während des gesamten Turniers der ersten Sturmreihe der Kanadier an. Im Jahr 2010 gewann er bei den Olympischen Winterspielen in Vancouver die Goldmedaille. Im Finale setzten sich die Kanadier mit 3:2 nach Verlängerung gegen die Vereinigten Staaten durch. Auch 2014 wurde er mit der kanadischen Nationalmannschaft Olympiasieger.
Im Jahr 2016 gewann er mit dem Team Canada die Goldmedaille bei der Weltmeisterschaft und wurde anschließend als 27. Mitglied in den Triple Gold Club aufgenommen. Ferner vertrat er sein Heimatland beim World Cup of Hockey 2016 und gewann mit dem Team auch dort die Goldmedaille.

## Erfolge und Auszeichnungen
| - 2002 OHL First All-Rookie Team - 2003 Teilnahme am CHL Top Prospects Game - 2004 Jim Mahon Memorial Trophy - 2004 OHL First All-Star Team - 2004 CHL Second All-Star Team - 2005 Jim Mahon Memorial Trophy - 2005 J.-Ross-Robertson-Cup-Gewinn mit den London Knights - 2005 Eddie Powers Memorial Trophy - 2005 Red Tilson Trophy - 2005 Wayne Gretzky 99 Award - 2005 OHL First All-Star Team - 2005 CHL First All-Star Team - 2005 Memorial-Cup-Gewinn mit den London Knights - 2005 Stafford Smythe Memorial Trophy | - 2005 Memorial Cup All-Star Team - 2007 Stanley-Cup-Gewinn mit den Anaheim Ducks - 2008 Teilnahme am NHL All-Star Game - 2011 Teilnahme am NHL All-Star Game - 2011 NHL-Spieler des Monats März - 2011 Maurice ‚Rocket‘ Richard Trophy - 2011 Hart Memorial Trophy - 2011 NHL First All-Star Team - 2011 Sperrung der Trikotnummer 94 durch die London Knights - 2012 Teilnahme am NHL All-Star Game - 2014 NHL First All-Star Team - 2014 NHL-Spieler des Monats Oktober - 2016 Teilnahme am NHL All-Star Game |

### International
| - 2002 Bronzemedaille bei der World U-17 Hockey Challenge - 2005 Goldmedaille bei der U20-Junioren-Weltmeisterschaft - 2010 Goldmedaille bei den Olympischen Winterspielen - 2014 Goldmedaille bei den Olympischen Winterspielen | - 2016 Goldmedaille bei der Weltmeisterschaft - 2016 Aufnahme in den Triple Gold Club - 2016 Goldmedaille beim World Cup of Hockey |

## Karrierestatistik

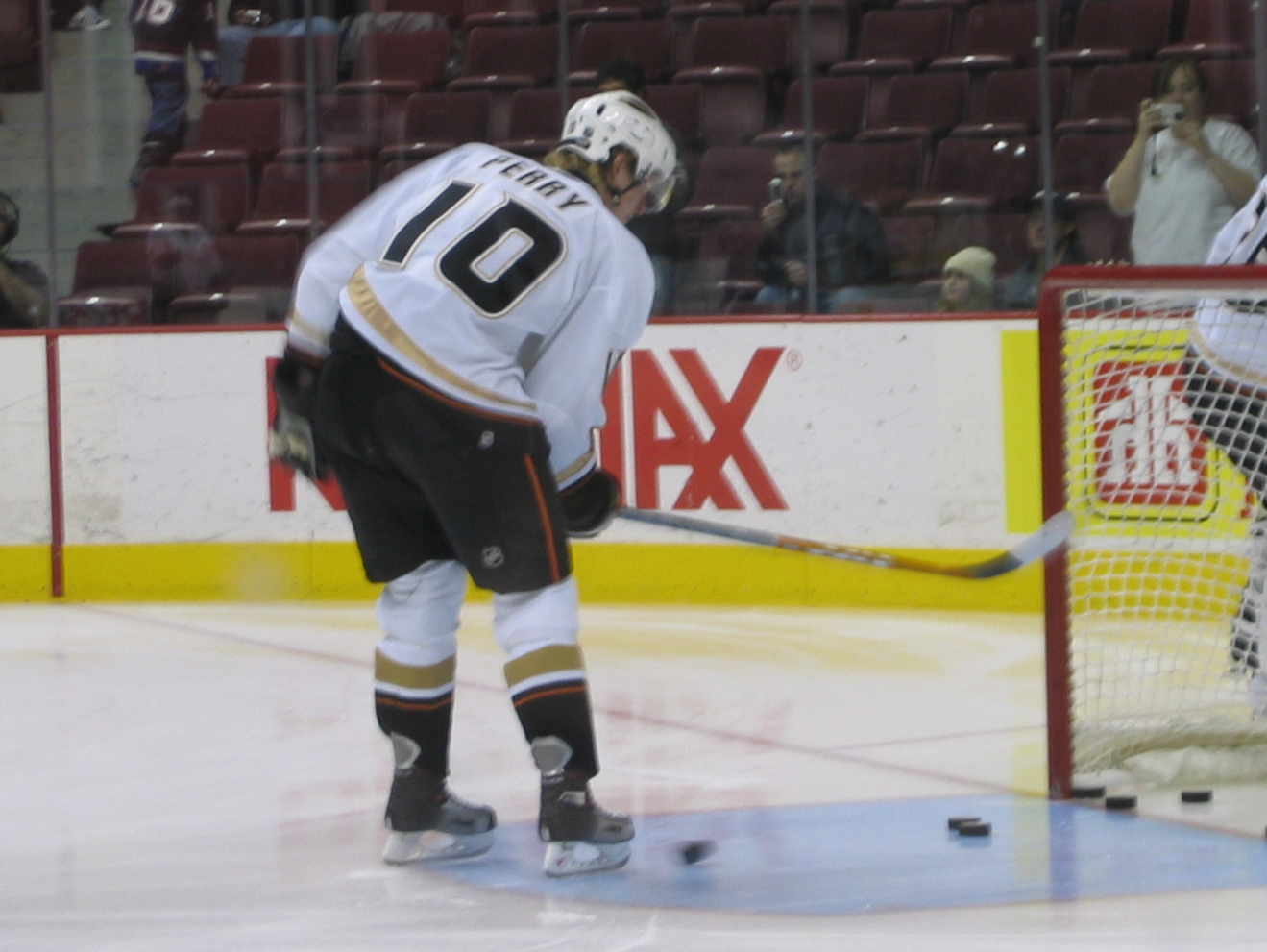
Perry beim Warmup

Stand: Ende der Saison 2024/25

### International
Vertrat Kanada bei:
| - U20-Junioren-Weltmeisterschaft 2005 - Olympischen Winterspielen 2010 - Weltmeisterschaft 2010 - Weltmeisterschaft 2012 | - Olympischen Winterspielen 2014 - Weltmeisterschaft 2016 - World Cup of Hockey 2016 |

(Legende zur Spielerstatistik: Sp oder GP = absolvierte Spiele; T oder G = erzielte Tore; V oder A = erzielte Assists; Pkt oder Pts = erzielte Scorerpunkte; SM oder PIM = erhaltene Strafminuten; +/− = Plus/Minus-Bilanz; PP = erzielte Überzahltore; SH = erzielte Unterzahltore; GW = erzielte Siegtore; 1 Play-downs/Relegation; Kursiv: Statistik nicht vollständig)

## Persönliches
Sein Bruder Adam war ebenfalls professioneller Eishockeyspieler, kam aber über Einsätze in der American Hockey League und ECHL nicht hinaus.